# Vrydagzynea angustisepala
Vrydagzynea angustisepala är en orkidéart som beskrevs av Johannes Jacobus Smith. Vrydagzynea angustisepala ingår i släktet Vrydagzynea och familjen orkidéer. Inga underarter finns listade i Catalogue of Life.